# Nastasja
Pour plus de détails, voir Fiche technique et Distribution.
Nastasja (Nastazja) est un film polonais réalisé par Andrzej Wajda, sorti en 1994. 
C'est une adaptation du dernier chapitre de L'Idiot de Fiodor Dostoïevski.

## Fiche technique
- Titre original : Nastazja
- Titre français : Nastasja
- Réalisation : Andrzej Wajda
- Scénario : Maciej Karpinski et Andrzej Wajda d'après Fiodor Dostoïevski
- Pays d'origine : Pologne
- Format : Couleurs - 35 mm
- Genre : drame
- Durée : 100 minutes
- Date de sortie : 1994

## Distribution
- Bandō Tamasaburō V :
- Toshiyuki Nagashima :